# Callitrichia formosana
Callitrichia formosana là một loài nhện trong họ Linyphiidae.
Loài này thuộc chi Callitrichia. Callitrichia formosana được Ryoji Oi miêu tả năm 1977.

## Hình ảnh

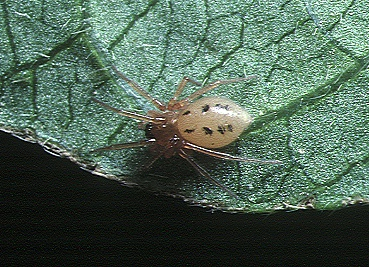